# Laškarí Bázár
Laškarí Bázár (persky: لشگری بازار „vojenský trh“) bylo palácové sídlo vládců Ghaznavidské říše, nacházející se v Laškargáhu v Afghánistánu. Původně se pravděpodobně jmenovalo al-'Askar.

## Dějiny
Některé konstrukční prvky pocházejí z parthského období. Centrální palác (32x52 metrů) pravděpodobně pochází ze samanidského období (819–⁠999 n. l.). Tato oblast byla dobyta Araby již v roce 661 a město zbohatlo a rozvinulo se.
Velký Jižní palác (170x100 metrů) byl pravděpodobně postaven Mahmúdem z Ghazny (998–1030 n. l.) a rozšířen jeho synem Masúdem I. (1030–1041 n. l.). Paláce v Laškarí Bázár byly zimním útočištěm ghaznavidských vládců, kteří po zbytek roku žili v hlavním městem Ghazní. Jižní palác byl bohatě zdoben štuky, malbami, freskami a vyřezávanými mramorovými panely. Ke struktuře paláce je připojena velká tržní ulice dlouhá asi 100 metrů, bazar.
Severní palác byl postaven pozdějšími vládci.
Ghuridská dynastie v roce 1151 paláce vyplenila, ale později jej obnovila a jsou jí připisovány některé architektonické prvky. Asi 7 kilometrů jižně postavila pevnost Kala-e-Bóst a architektonický oblouk.

## Malby z Laškarí Bázár

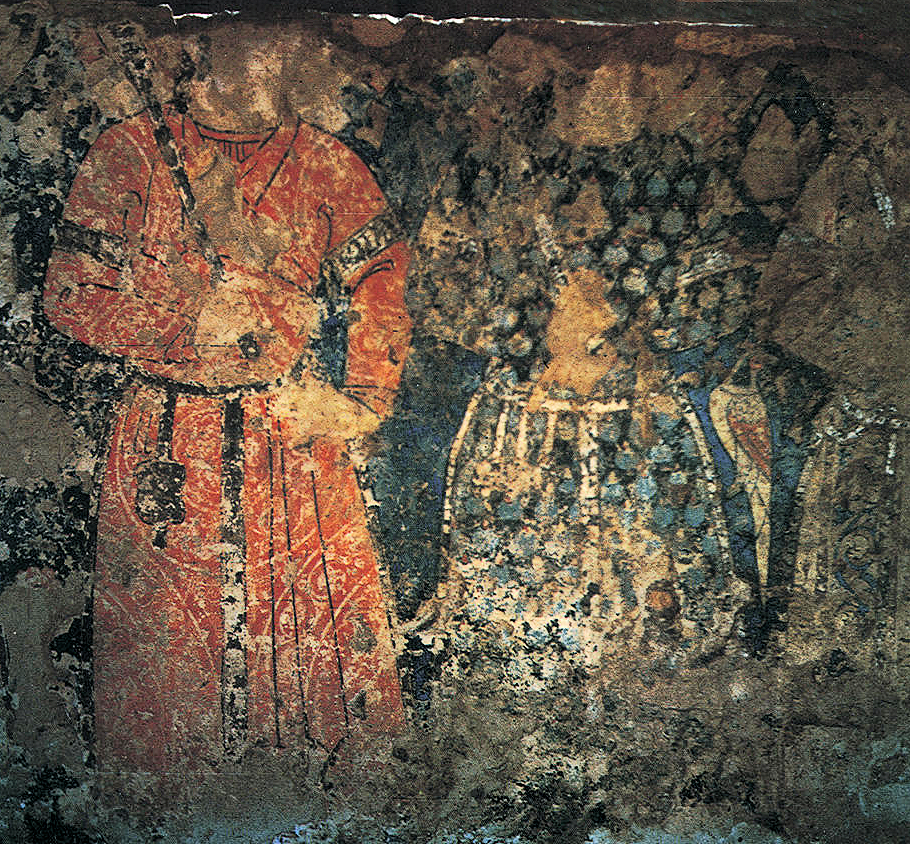
Ghaznavidské postavy na nástěnných malbách
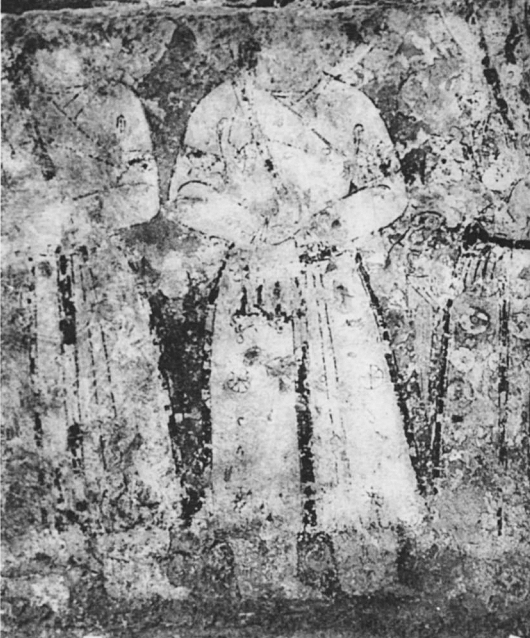
Obraz ze síně paláce
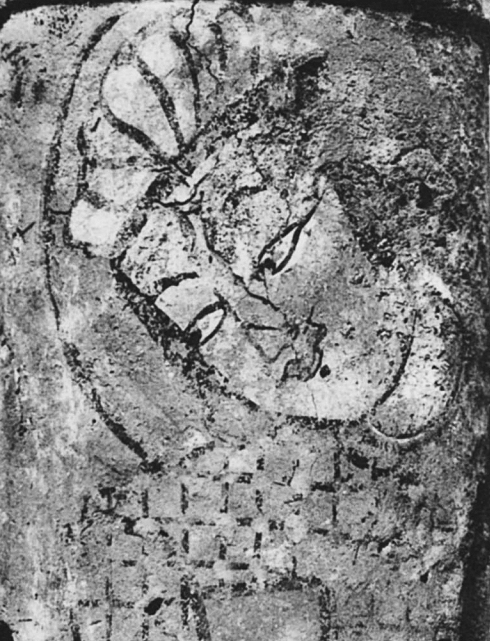
Portrét z jižní síně paláce